# Poričnica
Poričnica je rijeka u Bosni i Hercegovini.
Rijeka Poričnica izvire na Koprivnici na 842 metara, a u Vrbas se ulijeva na 558 metara nadmorske visine kod Bugojna. Duga je 14,5 kilometara. Cjelokupan tok rijeke se nalazi u općini Bugojno. Na lijevoj strani Poričnice nalazi se arheološki lokalitet Crkvina (Grudine) u Čipuljiću koji je dijelom odnijele ova rijeka.